# What Ever Happened to SpongeBob?
«What Ever Happened to SpongeBob?» (titulado: «¿Qué Fue de la Vida de Bob Esponja?» en Hispanoamérica y «¿Qué Fue de Bob Esponja?» en España) es el episodio 18 de la quinta temporada de la serie de televisión animada estadounidense Bob Esponja y el episodio 98 en general. Se emitió por primera vez en Nickelodeon en Estados Unidos el 13 de octubre de 2008.
En el episodio, Bob Esponja piensa que ya no les agrada a sus amigos después de que los hizo enojar por algunos accidentes y decide dejar Fondo de Bikini. En el camino, accidentalmente se golpea la cabeza y pierde la memoria. Bob Esponja se adentra en un nuevo lugar llamado New Kelp City e intenta conseguir un nuevo trabajo, sin saber que se está convirtiendo en el objetivo de una banda criminal conocida como Bubble Poppin' Boys, mientras Patricio, Arenita y un reacio Calamardo intentan encontrarlo.
El episodio fue escrito por Casey Alexander, Zeus Cervas y Steven Banks, y la animación fue dirigida por el director supervisor Alan Smart y Tom Yasumi. El episodio presenta una aparición especial de Ray Liotta como la voz del líder de los Bubble Poppin' Boys. El estreno del episodio atrajo un promedio de 7,7 millones de espectadores, pero recibió críticas mixtas y negativas por parte de los críticos.

## Trama
Bob Esponja se despierta en un día normal como siempre y quiere pasar tiempo con sus amigos. Sin embargo, termina enojándolos: accidentalmente rompe el caparazón de Gary, aplasta un pastel que Patricio hizo para el cumpleaños de su madre, perturba el sueño de Calamardo (como de costumbre), destruye el nuevo robot de Arenita y fríe a Mr. Krabs y dos de sus billetes de un dólar. Cada uno de estos se encuentra con Bob Esponja siendo expulsado y llamado despectivamente «Niño idiota». Después de que esto sucede con tanta frecuencia, Bob Esponja llega a creer que ya no les agrada a ninguno de ellos y decide dejar Fondo de Bikini. Sin embargo, cuando se va, se asusta en la oscuridad y termina cayéndose por un acantilado y golpeándose la cabeza, dejándolo inconsciente.
De vuelta en Fondo de Bikini, Arenita y Patricio encuentran una nota de despedida de Bob Esponja dentro de su piña y, sintiéndose arrepentidos, se la muestran a Don Cangrejo y Calamardo. Para empeorar las cosas, sin Bob Esponja haciendo Cangreburger en el Krusty Krab, la ciudad estalla en un caos masivo. Para recuperar a Bob Esponja, Arenita crea un dispositivo localizador de esponjas marinas, solo para que Calamardo, sin intención de encontrar a Bob Esponja, lo rompa con un mazo. Enojado por esto, Mr. Krabs soborna a Calamardo para que encuentre a Bob Esponja a pie, prometiéndole un huevo de Fabergé como recompensa; A Calamardo le siguen Patricio y Arenita.
Mientras tanto, Bob Esponja se despierta con amnesia. Ve a un par de peces vagabundos, que lo llaman «CheeseHead BrownPants» para robar sus posesiones, dejándolo solo con una botella de jabón de burbujas. Bob Esponja finalmente llega a New Kelp City, una ciudad urbana en ruinas, donde intenta conseguir un trabajo. Cada vez que consigue un trabajo, muestra su habilidad para hacer burbujas, pero esto infunde miedo en todos los residentes de la ciudad y resulta en su despido. Esa misma noche, su actividad provoca un enfrentamiento con «los Bubble Poppin' Boys», una pandilla de engrasadores. Explican que habiendo desarrollado un odio irracional contra las burbujas por cegarlas al estallar en sus ojos, han pasado las últimas dos décadas matando a cualquiera que las haga, lo que resultó en su prohibición no oficial y la caída de la ciudad. La pandilla persigue a Bob Esponja, quien finalmente los derrota atrapándolos en una burbuja que los saca de la ciudad para siempre. Se le recompensa consiguiendo el puesto de alcalde de New Kelp City.
Mientras están de viaje, el grupo de Calamardo se entera de que Bob Esponja se convirtió en el nuevo alcalde, pero cuando van a New Kelp City para recuperarlo, Bob Esponja no puede recordar quiénes son y los ignora. Logran secuestrar a Bob Esponja y devolverlo al Crustáceo Cascarudo, pero él aun así los rechaza. Calamardo celebra esto, solo para deslizarse en una espátula y arroja el huevo de Fabergé sobre la cabeza de Bob Esponja, devolviéndole la memoria. Luego, Bob Esponja recibe una disculpa de sus amigos por echarlo de la ciudad. Aunque los perdona, Bob Esponja decide regresar a New Kelp City ya que la ciudad todavía necesita su alcalde. En ese momento, aparece una noticia de última hora que dice que las burbujas en New Kelp City están cegando a los ciudadanos, quienes culpan a Bob Esponja. Esto finalmente hace que Bob Esponja cambie de opinión y dice que se quedará en Fondo de Bikini, para disgusto de Calamardo.

## Producción

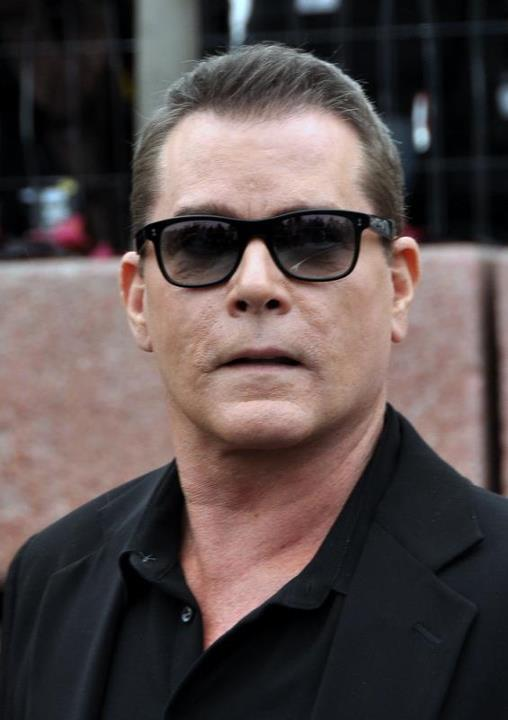
Ray Liotta invitado protagonizó el episodio.

«What Ever Happened to SpongeBob?», también conocido como «WhoBob WhatPants?», fue un episodio especial escrito por Casey Alexander, Zeus Cervas y Steven Banks. El director de animación y supervisión fue Alan Smart. Alexander y Cervas también actuaron como directores del guion gráfico. El episodio fue anunciado por primera vez por Nickelodeon el 24 de septiembre de 2008 en un comunicado de prensa. Según la cadena, Bob Esponja «vaga por el océano, un extraño en sus propios pantalones», y se encuentra en una zona difícil de New Kelp City, donde se enfrenta al líder de la pandilla de los Chicos, el personaje de Liotta.
El episodio se emitió originalmente en los Estados Unidos el 13 de octubre de 2008. Desde el 3 de octubre de 2008, TurboNick presentó una lista de reproducción especial de contenido dedicado al episodio, incluido un adelanto del especial, episodios temáticos, contenido breve, clips de canciones y una repetición instantánea del especial después del estreno televisivo. Nick.com, en 2008, presentó un nuevo juego llamado «SpongeBob SquarePants: WhoBob WhatPants?» para celebrar la transmisión televisiva del episodio. El episodio también presenta la canción marina característica de Bob Esponja modificada a «¿WhoBob WhatPants?» durante las respuestas del coro en la secuencia del título. Además del elenco habitual, el fallecido Ray Liotta protagonizó el episodio como la voz del líder de la pandilla Bubble Poppin' Boys de New Kelp City y el villano principal del episodio.
El 14 de octubre de 2008, estuvo disponible en la compilación en DVD llamada SpongeBob's WhoBob WhatPants, junto con otros seis episodios que incluyen «Goo Goo Gas», «The Two Faces of Squidward», «SpongeHenge», «Banned in Bikini Bottom» y «Stanley S. SquarePants». También estuvo disponible en el DVD SpongeBob SquarePants: Season 5, Vol. 2 el 18 de noviembre de 2008. El 22 de septiembre de 2009, fue lanzado en el DVD SpongeBob SquarePants: The First 100, junto con todos los episodios de las temporadas uno a cinco.

## Recepción
«What Ever Happened to SpongeBob?» fue visto por 7,7 millones de espectadores. Esto clasificó al programa como el programa de entretenimiento número uno más visto de la noche y el programa número dos más visto en todas las categorías después de ESPN Monday Night Football. A pesar de las altas calificaciones, el episodio recibió críticas mixtas a negativas por parte de los críticos. Maddy Pumila dijo que el episodio fue «extremadamente divertido y entretenido. No había visto Bob Esponja por un tiempo, pero las risas en este episodio me provocaron más risas de las que podría tener en un día entero».
Lesley Aeschliman de Yahoo! Voices escribió: «Tengo que ver este especial como 'Amigo o enemigo'. Mientras que 'WhoBob WhatPants?' funciona bien como una historia normal para Bob Esponja, no estoy del todo convencido de que mereciera ser publicitada como un especial. Si bien esta historia tenía el potencial de ser 'material especial', simplemente no se materializó en el producto final». Roy Hrab de DVD Verdict dijo: «Me entristece pensar en cómo algo tan placentero se ha convertido en algo tan tedioso». Paul Mavis de DVD Talk dijo: «Con un guión entre risas, 'What Ever Happened to SpongeBob?' puede estar confirmando una tendencia que noté cuando el último dibujo animado original de Bob Esponja lanzó su propio disco, los cortos de Pest of the West: SpongeBob están empezando a cansarse. Y 'What Ever Happened to SpongeBob?' es incluso menos divertido que 'Pest of the West'», y agregó que el episodio «no es una buena señal».